# Priscilla Betti
Prescillia Cynthia Samantha Betti, nota semplicemente come Priscilla (Nizza, 2 agosto 1989), è un'attrice e cantante francese.

## Carriera
Nel 1999, doppia il personaggio di Annie nella versione francese dell'omonimo musical statunitense. A soli undici anni, la Betti è alla prima esperienza televisiva nel 2001 con lo show di TF1 Drôles de petits champions, che cattura l'interesse di un produttore della Metro-Goldwyn-Mayer. Incide il suo primo album, Cette vie nouvelle nell'anno successivo, con 90.000 di copie vendute.
Il secondo disco Priscilla conferma il successo trascinato dai singoli Regarde-moi (teste-moi, déteste-moi), Tchouk tchouk musik e Toujours pas d'amour. Va in tournée per la prima volta all'Olympia di Parigi nel febbraio del 2003. Pubblica diversi album finché non ottiene il ruolo di Tina Ravèl in Chante! (2008). Dopo il 2011 partecipa a varie serie televisive.
Nel periodo 2014-2015 è nei teatri francesi con il musical Flashdance.

## Discografia

### Album
- 2002 - Cette vie nouvelle
- 2002 - Priscilla
- 2004 - Une fille comme moi
- 2004 - Bric à brac
- 2007 - Casse comme du verre

## Filmografia

### Cinema
- Annie - Cercasi Genitori (Annie), regia di Rob Marshall (1999)
- Albert est méchant, regia di Hervé Palud (2004)
- Secret d'Hiver, regia di Vincent Harter (2015)

### Televisione
- Chante! - serie TV (2008-2011)
- La Grande Scooby Trouille 3 - cartone animato (2008) - cameo
- Autoroute Express - serie TV (2011) - cameo
- Nos chers voisins - serie TV (2017)
- Super Keum - webserie (2012)